# Москаленко, Валерий Фёдорович
Валерий Фёдорович Москаленко (1919-23.01.1942) — красноармеец ОМСБОН НКВД, участник боя у деревни Хлуднево.
Родился в с. Идрица Псковской губернии.
Перед войной — студент геолого-почвенного факультета МГУ.
С октября 1941 года — красноармеец ОМСБОН НКВД, входил в состав отряда К. З. Лазнюка. Участник обороны Москвы.
Погиб 23 января 1942 года в бою у деревни Хлуднево Думиничского района Калужской области.
Посмертно награждён орденом Ленина.
В советское время имя Валерия Москаленко носила пионерская дружина 676-й школы города Москвы.
На геологическом факультете МГУ до начала 1990-х гг. ежегодно проходили соревнования, названные «Мемориал Москаленко» (10 км на лыжах + стрельба). В 2012 году руководство факультета вернуло традицию. В соревнованиях разыгрываются номинации: 1) Абсолютное личное первенство. 2) Командное первенство среди сборных студенческих команд курсов, а также сборной сотрудников; 3) Командное первенство среди кафедр.